# Leon Porta
Maria Jozef Ferdinand Leon Leo Porta (Meeswijk, 5 juli 1894 - Oostende, 1 februari 1983) was een Belgisch volksvertegenwoordiger.

## Levensloop
Porta was een zoon van Mathijs Porta en Melanie Vanderhallen. Hij trouwde met Marguerite-Marie Dupont.
Hij promoveerde tot doctor in de rechten, met een diploma dat hij behaalde voor de Middenjury. Hij vestigde zich als advocaat in Oostende en werd er consul van Monaco en gemeenteraadslid (1933-1974).
Van 1935 tot 1939 was hij provincieraadslid voor West-Vlaanderen. Hij werd in 1939 verkozen tot katholiek volksvertegenwoordiger voor het arrondissement Oostende en vervulde dit mandaat tot in 1949. 
Op 31 mei 1940 was hij praktisch alleen in de parlementaire bijeenkomst in Limoges om de verdediging op zich te nemen van koning Leopold III. In 1950 was hij voorzitter van het 'Koningsblok' in Oostende.